# Кьопоолу
Кьопоолу е вид ястие от смлени или счукани печени патладжани и чесън, характерно за българската кухня. Съществуват и варианти, в които към патладжаните се добавят и червен пипер и домати.

## Приготовление, сервиране и консумация
Традиционно кьопоолуто се приготвя от изпечени във фурна или на жар патладжани, които се обелват и счукват в дървена гаванка. В съвременната кухня патладжаните по-често се смилат, вместо да се счукват. Към така получената каша се добавя чесън, олио, сол, магданоз и винена киселина или лимонов сок.
Към кьопоолуто могат да се прибавят и печен и обелен червен пипер, които също се счукват или смилат. Съществува и вариант с попарени и обелени смлени червени домати. Възможно е също да се сложат и счукани орехови ядки.
Най-често кьопоолуто се консумира като предястие, отделно ястие с хляб или добавка към сандвичи. Сервира се студено. Възможно е да се поднесе и със сирене. Приготвя се и като зимнина.

## Произход и употреба на името
Според речника на чуждите думи в българския език думата кьопоолу (köpekoğlu) идва от турски и означава „кучи син, подлец“. Същият речник дава като второ значение на думата вид ястие от печени патладжани, но не посочва връзката между двете значения.